# Trancheren

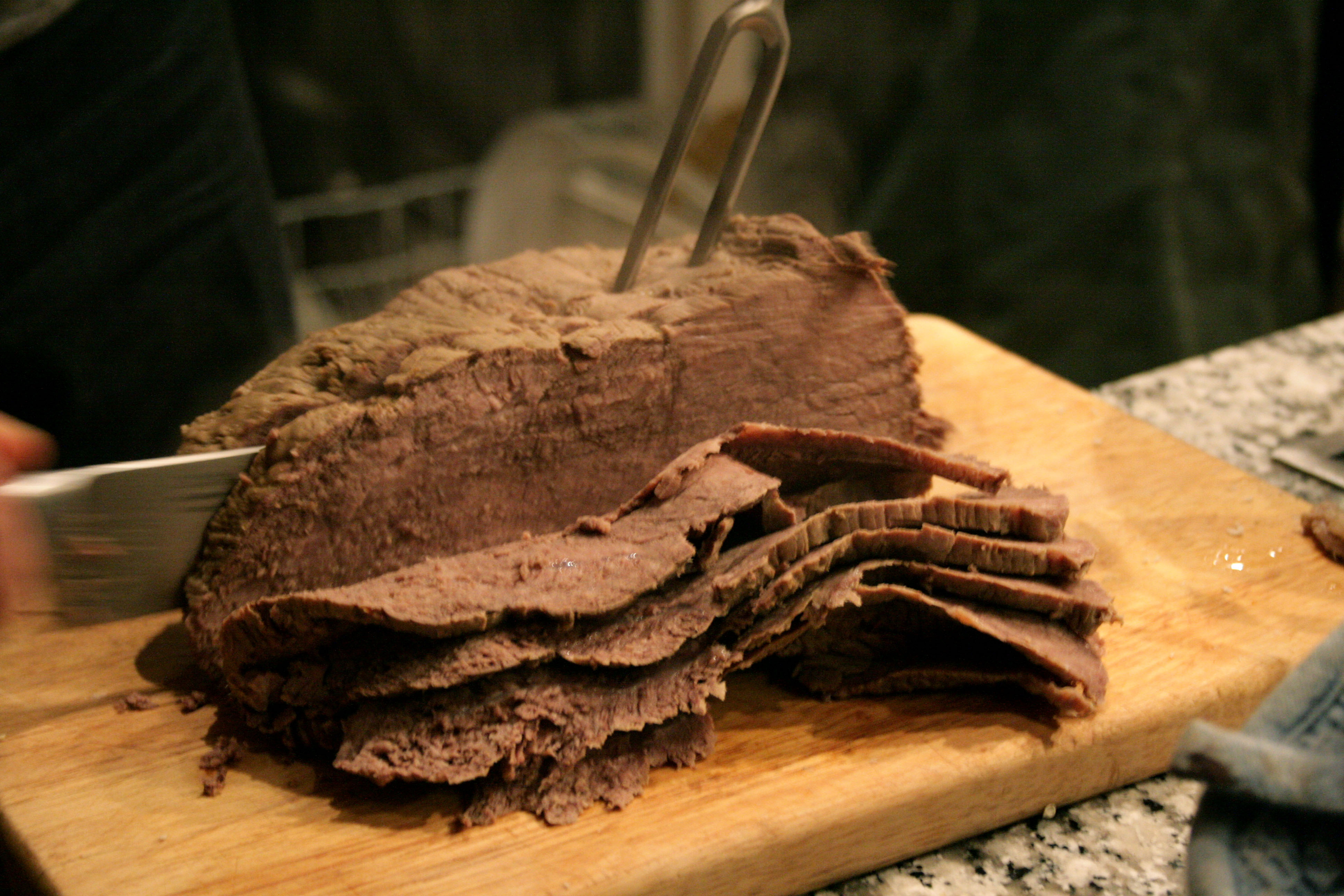
Het trancheren van Tafelspitz, een rundvleesgerecht uit de Oostenrijkse keuken

Trancheren is het snijden van vlees, een moot vis of kipfilet, in gelijke delen. Door schuin te snijden lijken de delen groter. Zo'n deel noemt men een tranche.
Vroeger, vooral in restaurants van de wat chiquere hotels, was het trancheren van vlees een tafelbereiding. Een bedieningsmedewerker trancheerde dan het vlees en verdeelde de tranches over de borden, waarna deze bij de gasten werden gezet. Hiervoor gebruikte men een speciaal trancheersetje, bestaande uit een mes met een lang lemmet en een vleesvork.